# Szolnoki János
Szolnoki János (Rákospalota, 1920. október 16. – Budapest, 1978. július 29.) magyar geomikrobiológus, tudományos főmunkatárs, a biológiai tudományok kandidátusa (1957), a Magyar Tudományos Akadémia Geokémiai Kutatólaboratóriuma Szervesgeokémia Csoportjának vezetője.

## Életpályája
1941-ben érettségizett Pécsen. A Pázmány Péter Tudományegyetemen kezdte tanulmányait. Katona lett; 1948-ban tért haza a hadifogságból. 1948–1952 között a Magyar Tudományos Akadémia tihanyi Biológiai Kutató Intézet munkatársa volt. 1955–1962 között a Talajtani és Agrokémiai Kutató Intézetének tudományos főmunkatársa volt. 1957-ben Fehér Dániel professzor vezetésével készítette el kandidátusi értekezését. 1957-ben a párizsi Pasteur-Intézetben dolgozott. 1961-ben a Gödöllői Agrártudományi Egyetemen doktorrá avatták. 1962–1978 között a Magyar Tudományos Akadémia Geokémiai Kutatólaboratóriumának tudományos főmunkatársa volt. 1967-től az ELTE címzetes docense volt, „Geomikrobiológia" speciális kollégiumot tartott geológus hallgatóknak. 1974-től a Magyar Tudományos Akadémia Geokémiai Tudományos Bizottsága Szervesgeokémiai Munkabizottságának tagja volt. 1976-ban a Geokémiai Kutatólaboratórium Szervesgeokémiai Csoportjának vezetője lett.
Munkássága két részre osztható: 1950–1962 között a mikrobiológiai-talajbiológiai területen dolgozott. 1962–1978 között geomikrobiológiai-biohidrometallurgiai vizsgálatokat végzett.
Temetése a Farkasréti temetőben volt (19/2-5-1.).

## Kutatási területei
- talaj-mikrobiológiai kutatások
- geomikrobiológia kérdések
- fémek mikrobiológiai mobilizációja
- biometallurgia
- kőolajok baktériumflórájának kutatása
- mikrobiológiai szénhidrogén-kutatás

## Művei
- Role of the sulphate-reducing bacteria in the formation of secondary sulphide ore deposits (Budapest, 1966)
- Microbiological oxidation of ferrous iron and its role in biometallurgical leaching processes (Budapest, 1975)
- Baktériumok szerepe a fémek mobilizációjában és felhalmozásában (Budapest, 1976)

## Díjai
- „Földtani Kutatás Kiváló Dolgozója" (1975)